# Fitalancao
Fitalancao es un paraje y pequeña localidad argentina ubicada en el departamento Ñorquincó, provincia de Río Negro, a 159 km de la localidad de Ingeniero Jacobacci, y a 16 km de Ñorquincó. Está ubicada sobre las vías de La Trochita y su origen está dado por la estación de ferrocarril del mismo nombre.La Trochita hizo prosperar a esta localidad hasta su cierre. La población fue descripta hacia fines de los años 1980 como una serie de viviendas precarias y otras ubicadas en hileras frente a las vías. En su mayoría sus pobladores estaban destinados al mantenimiento de bombas de agua y trabajos menores.Además, el poblado pudo desarrollar escuela primaria y albergar más empleados ferroviarios que otros puntos. Luego del cierre del ferrocarril su población decreció drásticamente en los años 1990.

## Geografía
Fitalancao se encuentra ubicada en las coordenadas 41°42′13″S 70°52′54″O / -41.70361, -70.88167, a 1360 m s. n. m. Su clima es frío y seco, correspondiente con el de la meseta patagónica.